# Jean-Philippe Mateta
Jean-Philippe Mateta (* 28. června 1997 Sevran) je francouzský fotbalista, který hraje jako útočník za anglický klub Crystal Palace FC.
Narodil se v Sevranu v Seine-Saint-Denis konžskému otci a francouzské matce. Jeho otec je bývalý profesionální fotbalista, který hrál v Kongu a v belgickém Lutychu.
Mateta svou kariéru zahájil v Châteauroux, v roce 2016 podepsal smlouvu s prvoligovým Olympique Lyon. Po hostování v druholigovém Le Havre AC podepsal v roce 2018 smlouvu s německým prvoligovým Mainz 05. Z klubu byl na hostování v Crystal Palace, kam poté přestoupil. V sezóně 2024/25 s klubem vyhrál FA Cup.
Mateta reprezentoval Francii v kategoriích do 19 a 21 let. Na LOH 2024 byl třetím nejlepším střelcem a dopomohl Francii k zisku stříbrné medaile.